# Pedro Vigorito
Pedro Washington Vigorito Gorga (Montevideo, Uruguay) es un exfutbolista uruguayo que jugaba en la posición de delantero.

## Trayectoria
Inició su carrera futbolística en el club Montevideo Wanderers en 1931, de ahí a la fama mundial y a los céspedes internacionales, con su gran despliegue y velocidad llegó a interesar a clubes como Peñarol, donde jugó durante la década de 1930.
En 1940 emigró al fútbol argentino, al Club Atlético Banfield donde estuvo una temporada.
En una gira del Club Atlético Peñarol al Estadio Nacional de Chile, Vigorito mostró su calidad de jugador, los dirigentes del club Universidad de Chile propusieron contratarlo, es así como en 1944 llega al cuadro azul, jugó 14 partidos y marcó 7 goles.
En 1946 juega en Everton de Viña del Mar donde fue figura.
Ya retirado del fútbol profesional, asumió como funcionario público de su país.

## Estadísticas

### Clubes
| Club                 | País      | Año         |
| -------------------- | --------- | ----------- |
| Montevideo Wanderers | Uruguay   | 1931 - 1934 |
| Peñarol              | Uruguay   | 1935 - 1939 |
| Banfield             | Argentina | 1940        |
| Peñarol              | Uruguay   | 1941 - 1943 |
| Universidad de Chile | Chile     | 1944        |
| Miramar              | Uruguay   | 1945        |
| Everton              | Chile     | 1946        |

## Palmarés

### Títulos nacionales
| Título           | Club                 | País    | Año  |
| ---------------- | -------------------- | ------- | ---- |
| Primera División | Montevideo Wanderers | Uruguay | 1931 |
| Primera División | Peñarol              | Uruguay | 1935 |
| Primera División | Peñarol              | Uruguay | 1936 |
| Primera División | Peñarol              | Uruguay | 1937 |
| Primera División | Peñarol              | Uruguay | 1938 |